# منطقة أرغون
أَرَغـُون أو راغـُون أو راقـُون  (بالإسبانية وبالأرغونية: Aragón، بالكتلانية: Aragó) منطقة تقع في شمال شرق إسبانيا، من سبعة عشر مناطق حكم ذاتي في إسبانيا.
عاصمتها هي مدينة سرقسطة، المنطقة مقسمة إلى ثلاث مقاطعات: وشقة، طرويل وسرقسطة.

## الجغرافيا
تقع أرغون في شمال شرق إسبانيا تحدها من الشمال فرنسا، ومن الجنوب منطقة بلنسية ومنطقة قشتالة والمنشف، ومن الشرق منطقة قطلونية ومنطقة بلنسية، ومن الغرب منطقة قشتالة وليون، منطقة رِيُوخة، منطقة نبرَّة ومنطقة قشتالة والمنشف.
تبلغ مساحة أرغون 47.719 كم² (رابع أكبر منطقة من حيث المساحة في إسبانيا).
تتنوع التضاريس كالأنهار الجليدي الخضرة الدائمة والوديان، والمراعي الكثيرة والبساتين، وسهوب المنطقة الوسطى. وتعتبر منطقة أرغون موطن لأبرز الأنهار، ويعتبر نهر أبرة من أكبر الأنهار في إسبانيا، الذي يمتد من الشرق إلى غرب المنطقة من خلال مقاطعة سرقسطة. كما أنها موطن لجبل أنيتو، أعلى قمة جبلية لسلسلة جبال برانس.

### الأنهار
أهم أنهار أرغون:
- نهر تاجة (Río Tajo)
- نهر إِبْـرُه (Río Ebro)
- نهر ميـخاريس (Río Mijares)
- نهر ثينكـا (Río Cinca)
- نهر خالـون (Río Jalón)
- نهر خيلـوكا (Río Jiloca)
- نهر غـوادالوبي (Río Guadalope)
- نهر أرغون (Río Aragón)

## التاريخ
تتميز منطقة أرغون بتاريخ غني على المستوى الجغرافي، السياسي والثقافي، من أهمها في العهد الروماني؛ وعلى امتداد 4 قرون من الفترة الإسلامية ملوك الطوائف، ومن ثم شكلت المقاطعات منطقة أرغون وانتهت الإمبراطورية الرومانية.

## التقسيمات الإدارية
تنقسم منطقة أرغون إلى ثلاث مقاطعات رئيسية، والتي تنقسم بدورها إلى 731 بلدية. والمقاطعات الثلاثة هي:
| المقاطعة | الاسم بالإسبانية | عدد السكان | عدد البلديات |
| -------- | ---------------- | ---------- | ------------ |
| سرقسطة   | Zaragoza         | 973.252    | 293          |
| وشقة     | Huesca           | 228.361    | 202          |
| طرويل    | Teruel           | 144.607    | 236          |

## الديموغرافيا
في عام 2006، نصف سكان أرغون يعيشون في عاصمة مقاطعة سرقسطة في معدل 50,8%.أغلبية سكان منطقة أرغون يعيشون في مقاطعة سرقسطة في معدل 71.8%، بينما في وشقة 17.1%، وطرويل 11.1%.
وتعد أرغون ثاني أدنى منطقة فيها كثافة سكانية في إسبانيا فقط 28,21 كم² بعد قشتالة والمنشف؛ وأكثر مكان فيها كثافة سكانية هو حول نهر أبرة، وخصوصاً سرقسطة وسفوح جبال ببيرينيا، ومن أقل المناطق كثافة سكانية منطقة جبال برناس وجنوب مقاطعة جفافا في منطقة طرويل.
| السكان         | 880.643   | 912.711   | 952.743   | 997.154   | 1.031.559 | 1.058.806 | 1.094.002 |
| النسبة المئوية | 5,69%     | 4,90%     | 4,77%     | 4,66%     | 4,36%     | 4,07%     | 3,89%     |
|                | 1960      | 1970      | 1981      | 1991      | 1996      | 2001      | 2006      |
| السكان         | 1.105.498 | 1.152.708 | 1.213.099 | 1.221.546 | 1.187.546 | 1.199.753 | 1.277.471 |
| النسبة المئوية | 3,61%     | 3,39%     | 3,21%     | 3,10%     | 2,99%     | 2,92%     | 2,86%     |

4 مدن فقط تمتلك أكثر من 20.000 نسمة في المنطقة؛ مقاطعة سرقسطة 650.000، مقاطعة وشقة 50.000، تروال 33.700 وقلعة أيوب 20.000.